# Письмо генералу Z
«Письмо генералу Z» — стихотворение Иосифа Бродского, написанное им осенью 1968 года. Произведение стало реакцией поэта на советское вторжение в Чехословакию. Идея произведения и образ его главного героя позаимствованы поэтом из эссе Антуана де Сент-Экзюпери «Письмо генералу X».

## Описание
Стихотворение предваряет эпиграф, взятый Бродским из французской «Песни об осаде Ла-Рошели»: «Война, Ваша Светлость, пустая игра. Сегодня — удача, а завтра — дыра». Повествование ведётся от лица военного, обращающегося к некоему генералу Z. Лирический герой описывает неутешительное положение на фронте («Генерал! Наши карты — дерьмо. Я пас», «Генерал! Ералаш перерос в бардак. // Бездорожье не даст подвести резервы», «Наши пушки уткнулись стволами вниз, // ядра размякли. <…>», «Офицеры бродят, презрев устав, // в галифе и кителях разной масти. // Рядовые в кустах на сухих местах // предаются друг с другом постыдной страсти, <…>», «Наши пики ржавеют»). Война описывается героем как карточная игра, в которой смешались реалии бриджа, покера и преферанса. Рассказчик заявляет, что не хочет умирать из-за двух-трёх королей, которых даже «не видал в глаза», а посему просит отставки: «Жгу свой мундир и ломаю саблю». В заключительной части стихотворения лирический герой Бродского признаёт, что генерала не существует, а его речь обращена в пустоту. Завершается произведение следующими строками: «Генерал, даже карточный домик — хлев. // Я пишу вам рапорт, припадаю к фляге. // Для переживших великий блеф // жизнь оставляет клочок бумаги».

## Художественные особенности
Стихотворение «Письмо генералу Z», написанное осенью 1968 года, стало реакцией на начавшееся в августе того же года советское вторжение в Чехословакию. Как отмечает доктор филологических наук, профессор И. В. Романова, Бродский не принимал участие ни в одной войне, посему его тексты, в которых герой является воином, содержат «не привычный образ лирического героя, а героя-маску или ролевого персонажа». Героя «Письма генералу Z» исследователь характеризует как «в известной степени образ собирательный и литературный в свете ориентированности на „Письмо генералу X“ Антуана де Сент-Экзюпери». О том, что идея стихотворения позаимствована у Сент-Экзюпери, также упоминали и другие исследователи творчества Бродского, включая литературоведа Л. В. Лосева.
«Если у Сент-Экзюпери речь идет о конкретном поколении, потерявшем духовную составляющую жизни, то образ застрявшего в укреплениях войска в стихотворении Бродского универсален и демонстрирует „войну вообще“, а не конкретную операцию в Чехословакии», — подчёркивает кандидат филологических наук А. А. Александрова. По мнению исследователя, оружие, которое описывает Бродский («Наши пушки уткнулись стволами вниз», «жгу свой мундир и ломаю саблю»), свидетельствует о XIX веке либо о более раннем временном отрезке, однако данную хронологию нарушает упоминание снайпера и «советской» звезды на шапке генерала. «Упоминание же крестового похода одновременно намекает на якобы праведное, „религиозное“ дело установления коммунизма в Чехословакии и наряду с возникновением в тексте „королей“ отодвигает хронологию происходящего в Средневековье, а упомянутая битва при Каннах, в которой якобы сражался генерал, произошла в 216 г. до н. э., во время Второй Пунической войны», — также отмечает Александрова.
В качестве ещё одной характерной особенности «Письма генералу Z» А. А. Александрова рассматривает использование Бродским «универсальной барочной метафоры», заключающейся в восприятии происходящего как карточной игры, о чём свидетельствует и эпиграф стихотворения («Война, ваша светлость — пустая игра»); Л. В. Лосев рассматривал это как ещё одну перекличку с Сент-Экзюпери, который был известен карточными фокусами. Поэт использует метафоры «карты позиций — игральные карты», карточные термины «флеш» и «каре», использующиеся также в военном деле, описывает участников похода как карты, то есть обезличенно и исключительно с точки зрения их функциональности либо военного ранга («горнисты», «офицеры», «рядовые», «повар», «снайпер», «художник»). Строка «наши пики ржавеют», по мнению Александровой, также может отсылать к карточной масти, а «шутовской наряд», который герой стихотворения снимает с себя, вызывает ассоциацию с картой «джокер», не являющейся основной картой колоды («я не солист, но я чужд ансамблю»).
Кандидат филологических наук С. Ю. Артёмова полагает, что «Письмо генералу Z» можно рассматривать как внежанровый текст, иллюстрирующий смерть канона, поскольку в нём отсутствует «классическая „идеальная коммуникация“ жанра послания»: «Генерал! Я взял вас для рифмы к слову // „умирал“ — что было со мною, <…>», «Генерал! Вас нету, и речь моя // обращена, как обычно, ныне // в ту пустоту…». О том, что образ генерала, «оказывающегося несуществующей картой», иллюзорен, также пишет А. А. Александрова. По её мнению, в Письме генералу Z возникает частый для поэзии Бродского образ пустоты: «Повествователь констатирует: ничего из описанного не существует, слово „генерал“ взято как рифма к „умирал“ и от всей ситуации остаются только написанные им стихи».